# Giovanni Battista Gentile Pignolo

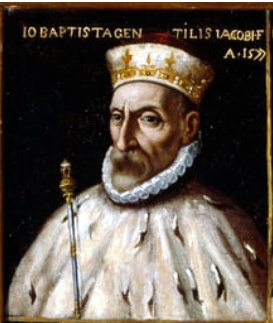
Giovanni Battista Gentile Pignolo após ser eleito em Génova.

Giovanni Battista Gentile Pignolo (Génova, 1525 - Génova, 1595) foi o 71.º Doge da República de Génova.

## Biografia
Ele foi eleito como Doge em 19 de outubro de 1577, o vigésimo sexto na sucessão bienal e o septuagésimo primeiro na história republicana. Após o seu mandato, que terminou a 19 de outubro de 1579, Giovanni Battista Gentile Pignolo foi nomeado procurador perpétuo e continuou a servir o Estado genovês.